# 盘石头水库
盘石头水库，也称千鹤湖，位于中华人民共和国河南省鹤壁市淇滨区大河涧乡境内，是淇河干流上游的一座大（2）型水库，也是豫北地区最大的水利枢纽工程。水库工程于2000年4月开工建设，2005年10月完工，2007年6月下闸蓄水。水库总库容6.08亿立方米，控制流域面积1915平方千米。水库大坝为混凝土面板堆石坝，最大坝高102.2米，坝顶长606米，坝顶宽8米。水库以防洪、供水为主，兼顾农田灌溉、发电、养殖、旅游等功效。通过水库调蓄，可以有效控制淇河洪水，消减淇河洪峰60%左右，将卫河防洪标准从20年一遇提高到50年一遇。水库还每年向鹤壁市提供工业、生活用水1.35亿立方米，为下游50万亩灌区补充水源。库区生态、人文资源丰富，岸边有著名的鸡冠山风景区。